# Alaitza
Alaitza en basque ou Alaiza en espagnol est un village ou contrée faisant partie de la municipalité de Iruraiz-Gauna dans la province d'Alava dans la Communauté autonome basque.